# Murs Is My Best Friend
 (novembre 2023).
Si vous disposez d'ouvrages ou d'articles de référence ou si vous connaissez des sites web de qualité traitant du thème abordé ici, merci de compléter l'article en donnant les références utiles à sa vérifiabilité et en les liant à la section « Notes et références ».
Albums de Murs
Murs Rules the World
(2000) The End of the Beginning
(2003)
Murs Is My Best Friend est le quatrième album studio de Murs, sorti en 2002 sur le label indépendant Veritech Records.

## Liste des titres
| No  | Titre                                                      | Producteur(s) | Durée |
| --- | ---------------------------------------------------------- | ------------- | ----- |
| 1.  | Mums Meets Murs                                            | Mums The Word | 3:15  |
| 2.  | Mums People Murs                                           | Mums The Word | 2:37  |
| 3.  | Introducing the Brainbusters (featuring 2Mex)              | Mums The Word | 4:07  |
| 4.  | Six Shooters (featuring 2Mex, Dr. Oop, Kazi, Kombo & LMNO) | Mums The Word | 4:58  |
| 5.  | Heaven                                                     |               | 3:49  |
| 6.  | On Me                                                      | 45ACP         | 3:10  |
| 7.  | It Could Be You (featuring Asop, Eligh & Luckyiam.PSC)     | Eligh         | 5:53  |
| 8.  | Molemen and Murs Get Mean                                  | The Molemen   | 2:31  |
| 9.  | Murs & Mr. Len                                             | DJ Mr. Len    | 3:23  |
| 10. | Slug & Murs (featuring Slug)                               | The Opus      | 4:08  |
| 11. | Low Key (featuring 3MG, BMS & El-P)                        | Eligh         | 7:06  |
| 12. | Big Trickin' (featuring Eligh)                             | Eligh         | 5:15  |
| 13. | Jebidiah (Tokyofunk) (featuring Basic MC & Underbosses)    | Quietstorm    | 6:41  |